# Dodoma (region)
Dodoma er en af Tanzanias 26 administrative regioner.  Den dækker et område på 41.310 km² og har 1.698.996 indbyggere (2002). Regionen er den 12. største region i Tanzania efter areal, og dækker omtrent 5% af fastlandsdelen af Tanzania. Hovedstaden i regionen er byen Dodoma.
Regionen producerer bønner, frø, korn, peanuts, kaffe, te og tobak. Der drives også opdræt af kvæg.

## Distrikter
Regionen er administrativt inddelt i fem distrikter:
- Dodoma Urban
- Dodoma Rural
- Kondoa
- Mpwapwa
- Kongwa

## Eksterne kilder og henvisninger
1. ↑  Regions of Tanzania

- Officiel netside for regionen

6°00′S 36°00′Ø / 6.000°S 36.000°Ø